# Perrine Goulet
Pour les articles homonymes, voir Goulet.
Perrine Goulet, née le 19 mars 1978 à Nevers (France), est une femme politique française.
Elle est élue députée de la première circonscription de la Nièvre en 2017 sous l'étiquette La République en marche, avant de rejoindre le Mouvement démocrate en 2020. Elle est réélue lors des élections législatives de 2022, puis lors de celles de 2024.

## Biographie

### Formation et carrière
En 1999, après un bac littéraire, Perrine Goulet est embauchée chez EDF Gaz de France Distribution comme conseillère clientèle à Nevers. Elle passe ensuite un master de concepteur de système d'information à CS2I puis intègre en 2008 le Centre nucléaire de Belleville comme responsable système d'information,. Après son élection comme députée, elle reste salariée d'EDF, en étant en congé sans solde en raison de l’exercice de son mandat.

### Députée de laXVelégislature
Membre de La République en marche, elle est élue députée de la première circonscription de la Nièvre lors des élections législatives de 2017. Elle réalise le meilleur score du parti en Bourgogne au second tour, avec 66,13 % des voix, face à la candidate Front national Pauline Vigneron,. Elle est réélue en 2022 avec 54,43 % des voix au second tour, de nouveau face à Pauline Vigneron.
À l'Assemblée nationale, Perrine Goulet est membre de la commission des Finances. Elle est également membre du conseil d'administration de l'Institut de radioprotection et de sûreté nucléaire (IRSN) depuis novembre 2017, et siège au sein de la commission d'enquête sur la sûreté et la sécurité des installations nucléaires.
En septembre 2018, après l'élection de Richard Ferrand à la présidence de l'Assemblée nationale, elle se porte candidate pour lui succéder à la présidence du groupe LREM. En juillet 2019, à l'occasion du renouvellement des postes au sein du groupe LREM, elle se joint à la candidature de François Jolivet à la présidence du groupe LREM : si celui-ci était élu, elle bénéficierait ainsi du statut de « présidente déléguée ». Alors que Gilles Le Gendre est réélu dès le premier tour, leur ticket arrive en quatrième position sur six avec 17 voix.
Dans le cadre de la mission sur l'Aide sociale à l'enfance, constituée début avril 2019, elle en est désignée rapporteure, le député Les Républicains Alain Ramadier en assurant la présidence.
En avril 2020, elle fait partie des six députés LREM qui s'abstiennent lors du vote sur le plan de déconfinement.
Elle devient apparentée au groupe MoDem en septembre 2020, avant de rejoindre le parti.

### Députée de laXVIelégislature
Membre du Modem, elle est élue députée de la première circonscription de la Nièvre lors des élections législatives de 2024 .
Elle est élue Présidente de la délégation aux droits des enfants à l'Assemblée nationale en octobre 2024.

### Vie privée
Perrine Goulet réside à Marzy, et est mère de trois enfants. Son mari est « responsable d’équipe » chez Enedis.

## Controverses
Le 26 mars 2018, Greenpeace porte plainte contre Perrine Goulet pour incitation au meurtre, à la suite d'une déclaration à l'Assemblée nationale datant du 22 mars concernant les militants pénétrant dans des complexes nucléaires : « Pourquoi nous ne ferions pas un peu comme aux États-Unis, (…) avec possibilité de ne pas se poser de questions et, quand il y a une intrusion, de tirer, ? »
La députée se défend le 23 mars 2018 de vouloir tuer des militants de Greenpeace, disant penser « tirer dans les jambes ».